# Paraphasius lepturoides
Paraphasius lepturoides är en insektsart som beskrevs av Lucien Chopard 1927. Paraphasius lepturoides ingår i släktet Paraphasius och familjen syrsor. Inga underarter finns listade i Catalogue of Life.